# محمية الجبيل للأحياء البحرية
محمية الجبيل للأحياء البحرية هي محمية طبيعة في المملكة العربية السعودية تحت إشراف المركز الوطني لتنمية الحياة الفطرية، نشأت المحمية في أعقاب حرب تحرير الكويت والتلوث النفطي في المناطق الساحلية على شواطئ الخليج العربي، حيث أجريت العديد من الدراسات والبحوث البيئية التي اقترحت ضرورة إنشاء محمية الجبيل للأحياء البحرية لمراقبة التلوث وآثاره وبالتالي المحافظة على التنوع الأحيائي في المنطقة.

## الموقع
تقع محمية الجبيل للأحياء البحرية شمال مدينة الجبيل الصناعية على امتداد الشاطئ الغربيّ للخليج العربي من جزيرة أبو علي جنوبا حتى رأس الخير شمالا، متضمنة دوحة الدفي ودوحة المسلمية والجزر الواقعة في تلك المنطقة. تبلغ مساحتها إلى 2,410.69 كيلومتر مربع، إضافة إلى خمسة جزر مرجانية.

## عن المحمية
تضم المحمية أكثر من 100 منطقة طبيعية منها 47 منطقة بحرية وعدد كبير من الخلجان، وخمسة جزر أهمها جزيرة كاران. تحتوي المحمية على أنواع متباينة من الأحياء الفطرية، ففي البيئة البرية يوجد الثعلب الأحمر وابن آوى وعدة أنواع من القوارض، وعدة أنواع من الطيور منها نوعان من القنابر وعدة أنواع من العظايا والثعابين، وفي البيئات الشاطئية يوجد النحام وأنواع من الدريجة وطيور النورس وطيور الخرشنة والبط والبلشونات والغاق والسوقطري، أما البيئات المائية القريبة من الشاطئ فتوجد فيها أنواع عديدة من الحيوانات اللافقارية كالقواقع والسرطانات، وهي من أخصب البيئات التي تعيش بها السلحفاة خُطّافية المنقار والسلحفاة الخضراء.